# Носа-Сеньора-дас-Грасас
Носа-Сеньора-дас-Грасас (порт. Nossa Senhora das Graças) — муниципалитет в Бразилии, входит в штат Парана. Составная часть мезорегиона Северо-центральная часть штата Парана. Входит в экономико-статистический микрорегион Асторга. Население составляет 4094 человека на 2006 год. Занимает площадь 185,716 км². Плотность населения — 22,0 чел./км².

## История
Город основан 28 июля 1960 года.

## Статистика
- Валовой внутренний продукт на 2003 год составляет 33 904 487,00 реалов (данные: Бразильский институт географии и статистики).
- Валовой внутренний продукт на душу населения на 2003 год составляет 8531,58 реалов (данные: Бразильский институт географии и статистики).
- Индекс развития человеческого потенциала на 2000 год составляет 0,719 (данные: Программа развития ООН).